# Slad
Slad är en by i det engelska grevskapet Gloucestershire i Storbritannien och ligger cirka tre kilometer nordost om Stroud och ungefär tio kilometer söder om Gloucester.
Orten är känd för att författaren Laurie Lee växte upp där från tre års ålder, vilket beskrivs i Cider med Rosie (Cider with Rosie, 1959) – första delen av hans självbiografiska trilogi. Lee, som vandrade ut från Slad en sommarmorgon 1935, flyttade tillbaka på 1960-talet och är begravd på Holy Trinity Churchs kyrkogård.

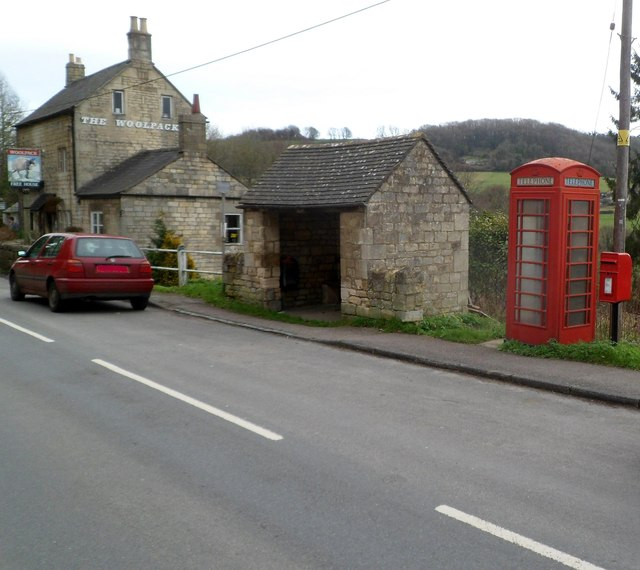
The Woolpack (puben i Slad), busskuren, telefonkiosken och postlådan.
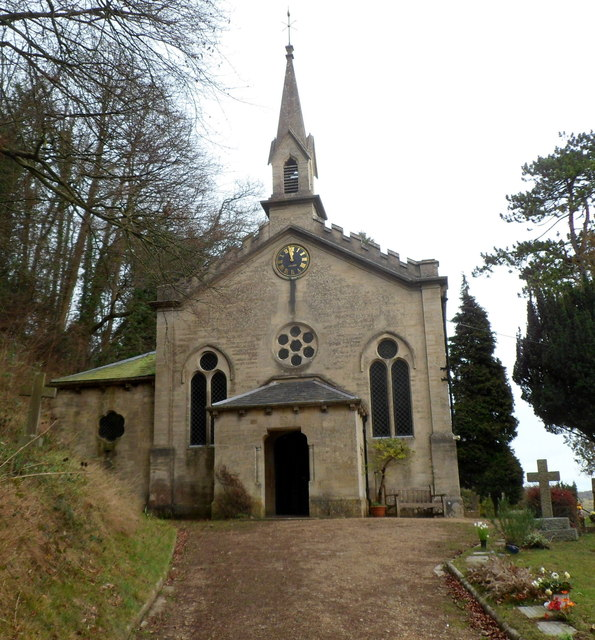
Holy Trinity Church
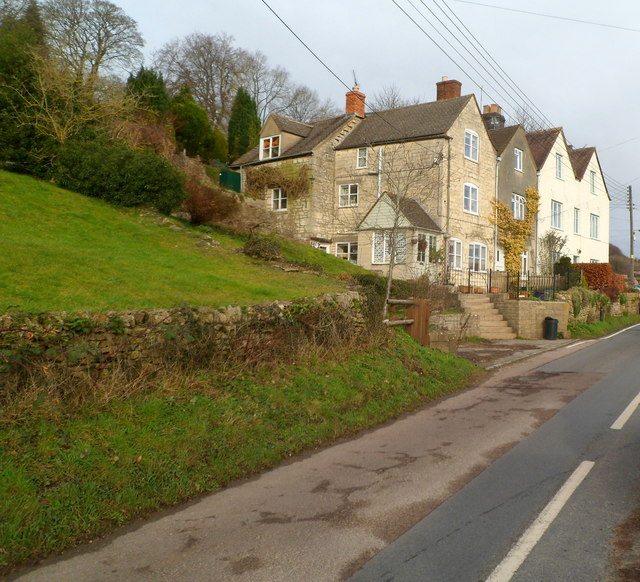
Tätbebyggelse i Slad.
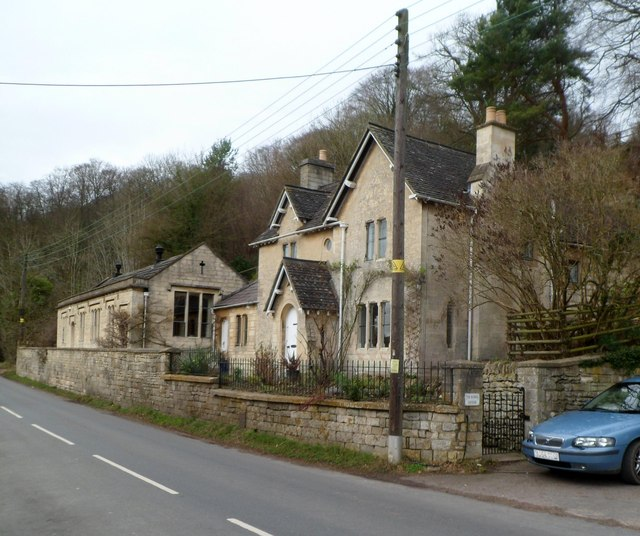
Före detta skolan i Slad.
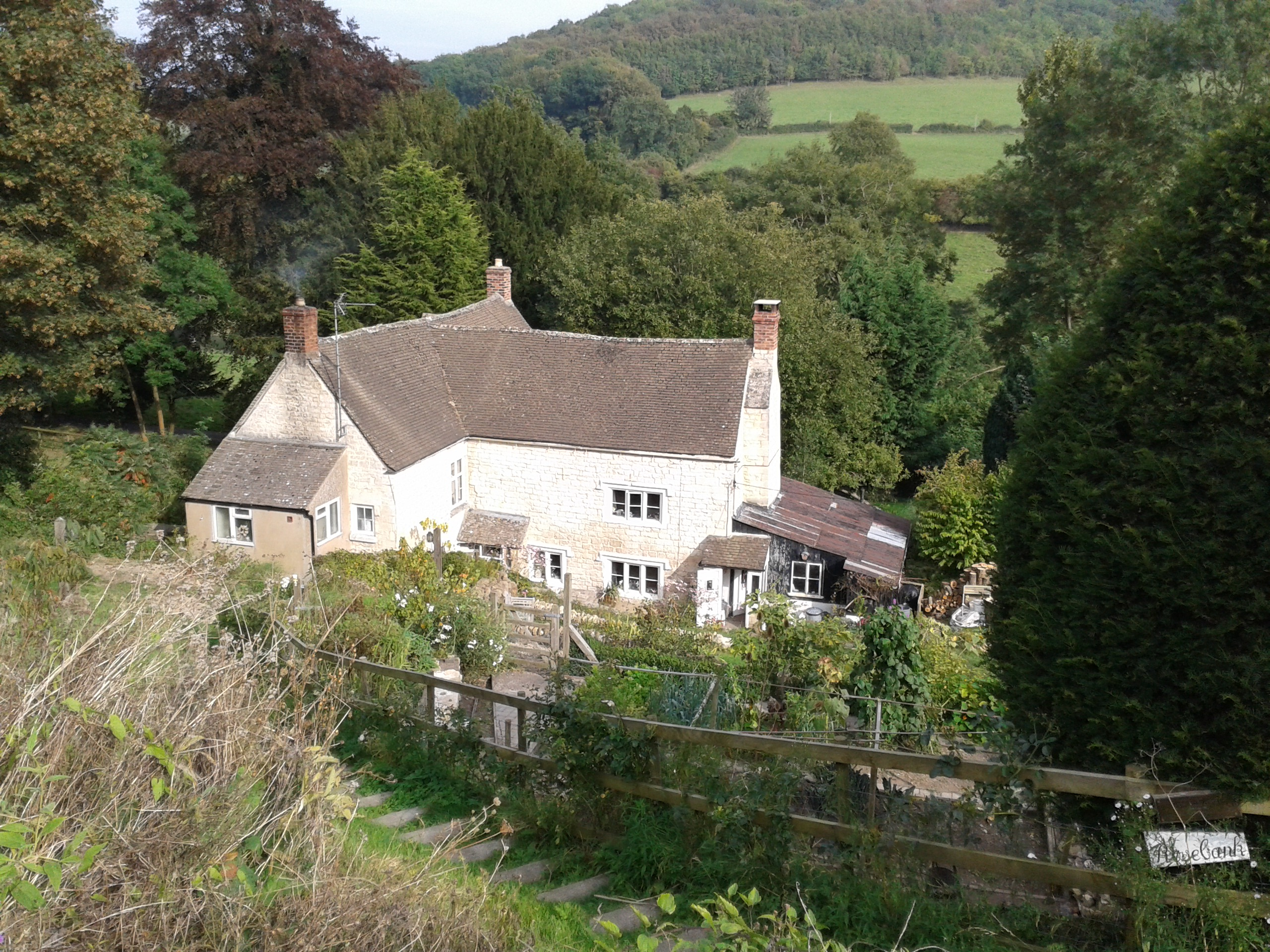
Laurie Lees barndomshem "Bank cottages" som Lee köpte "tillbaka" med intäkterna från Cider med Rosie.